# Dalmace Leroy
François Marie Leroy (né à Marseille en janvier 1828 - mort à Paris le 19 mai 1905), en religion Marie-Dalmace ou Marie Dalmace Leroy, souvent appelé Dalmace Leroy, est un religieux dominicain français, principalement connu pour ses travaux visant à présenter la théorie de l'évolution en biologie sous un jour compatible avec les enseignements de l'Église catholique à la fin du XIXe siècle, et notamment son ouvrage L'Évolution des espèces organiques (1887) ainsi que sa version revue augmentée L'Évolution restreinte aux espèces organiques (1891).

## Biographie
Il est ordonné prêtre le 28 août 1851, dans le diocèse de Marseille, avant d'entrer dans l'ordre dominicain (il prononce ses vœux religieux le 28 août 1852). Il est prieur du couvent de Flavigny-sur-Ozerain de 1864 à 1867.
Son ouvrage L'Évolution des espèces organiques est publié en 1887 ; une version revue et augmentée du même ouvrage, L'Évolution restreinte aux espèces organiques (le titre ayant été modifié pour ne pas inclure l'espèce humaine) paraît en 1891.
L'ouvrage inclut deux lettres saluant sa publication, rédigées respectivement par le géologue Albert de Lapparent et le religieux dominicain Jacques Monsabré. Il défend l'idée d'une « évolution limitée » ne remettant pas à cause l'intervention créatrice de Dieu, et à laquelle l'apparition de l'espèce humaine ferait exception. Il critique plusieurs de ses contemporains dont Fulcran Vigouroux, Albert Farges et Joseph Brucker.
À la suite d'une lettre de dénonciation adressée en 1894 par un laïc catholique, Charles Chalmel, l'ouvrage est interdit par la Congrégation de l'Index, sans que cette interdiction soit toutefois publiée. Le maître de l'ordre dominicain demanda à Dalmace Leroy de se rétracter publiquement. Sa rétractation fut publiée dans Le Monde du 4 mars 1895.

## Ouvrages
- L'Évolution des espèces organiques, Paris, Perrin, 1887
- L'Évolution restreinte aux espèces organiques, Delhomme & Briguet, 1891